# Stora Nyckelviken

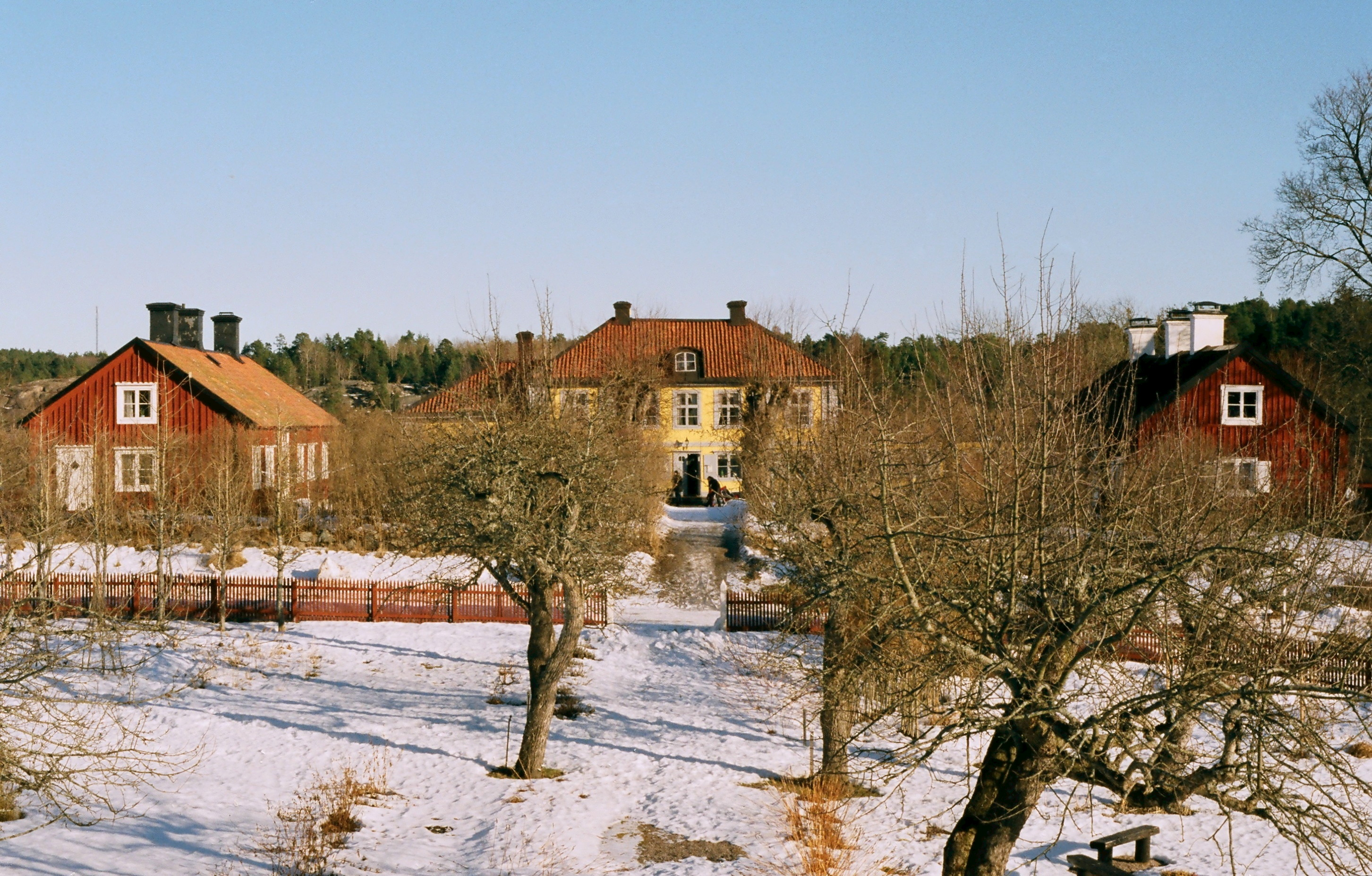
Stora Nyckelviken i februari 2011.

Stora Nyckelviken är en herrgård vid Nyckelviken i Nacka socken i Nacka kommun belägen nära Saltsjön mellan Jarlaberg och Skuru. Herrgården uppfördes i mitten av 1700-talet av Herman Petersen och ägs idag av Nacka kommun. Stora Nyckelviken är klassat som byggnadsminne. På platsen har det legat en sjökrog från åtminstone 1600-talet.

## Byggnader

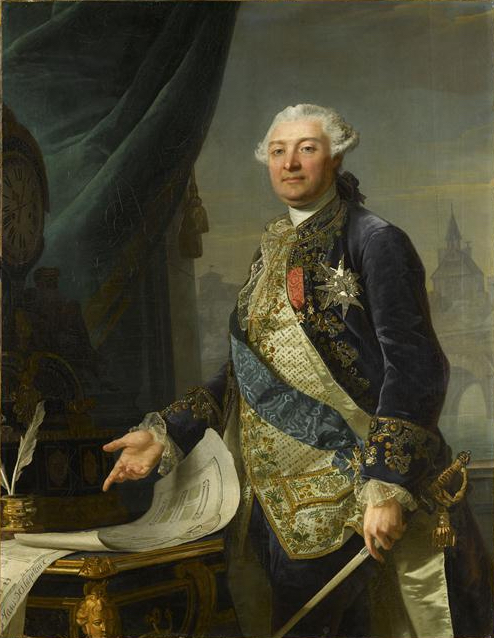
le Tonellier

Dagens huvudbyggnads mittparti byggdes på 1740-talet som sommarnöje åt Herman Petersen, förmögen direktör i Ostindiska kompaniet. Han lät även uppföra det gulmålade lusthuset och började anlägga en trädgård. 
På 1760-talet byggdes den så kallade biljardflygel samt spegeldammen av den nya ägaren, Frankrikes ambassadör Louis Auguste le Tonellier de Breteuil. Mot väst flankeras huvudbyggnaden av två rödmålade flygelbyggnader, i det södra som sannolikt är från 1600-talet finns Nacka hembygdsmuseum, det norra är privatbostad. I slutet av huvudaxeln mot väst ligger det åttkantiga lusthuset, som är en av gårdens äldsta byggnader. År 1944 förvärvades Stora Nyckelviken av Nacka kommun i syfte att ge kommuninvånarna ett fritidsområde.
Omkring 400 meter väster om huvudbyggnaden vid Saltsjöns strand ligger Lilla Nyckelviken, också från 1700-talet.

## Natur
Mellan huvudbyggnaden och lusthuset finns nyttoträdgård Nyckelvikens köksträdgård, som drivs av Nacka kommun. Avsikten är att visa hur man kan få ut det bästa möjliga av odlandet och samtidigt gynna miljön.
Kulturlandskapet kring Stora Nyckelviken är sedan 1993 naturreservatet Nyckelviken. Reservatet är 134 hektar stort och sträcker sig ned till Saltsjön. Miljön är varierad med öppna ängar och skogslandskap. Bland annat finns ett flertal gamla ekar i området där kattugglor och skogsduvor har sina bon. I området finns också en skogstjärn och Trefaldighetskällan, som finns med på en karta från 1782.

## Ägarlängd[4][5]

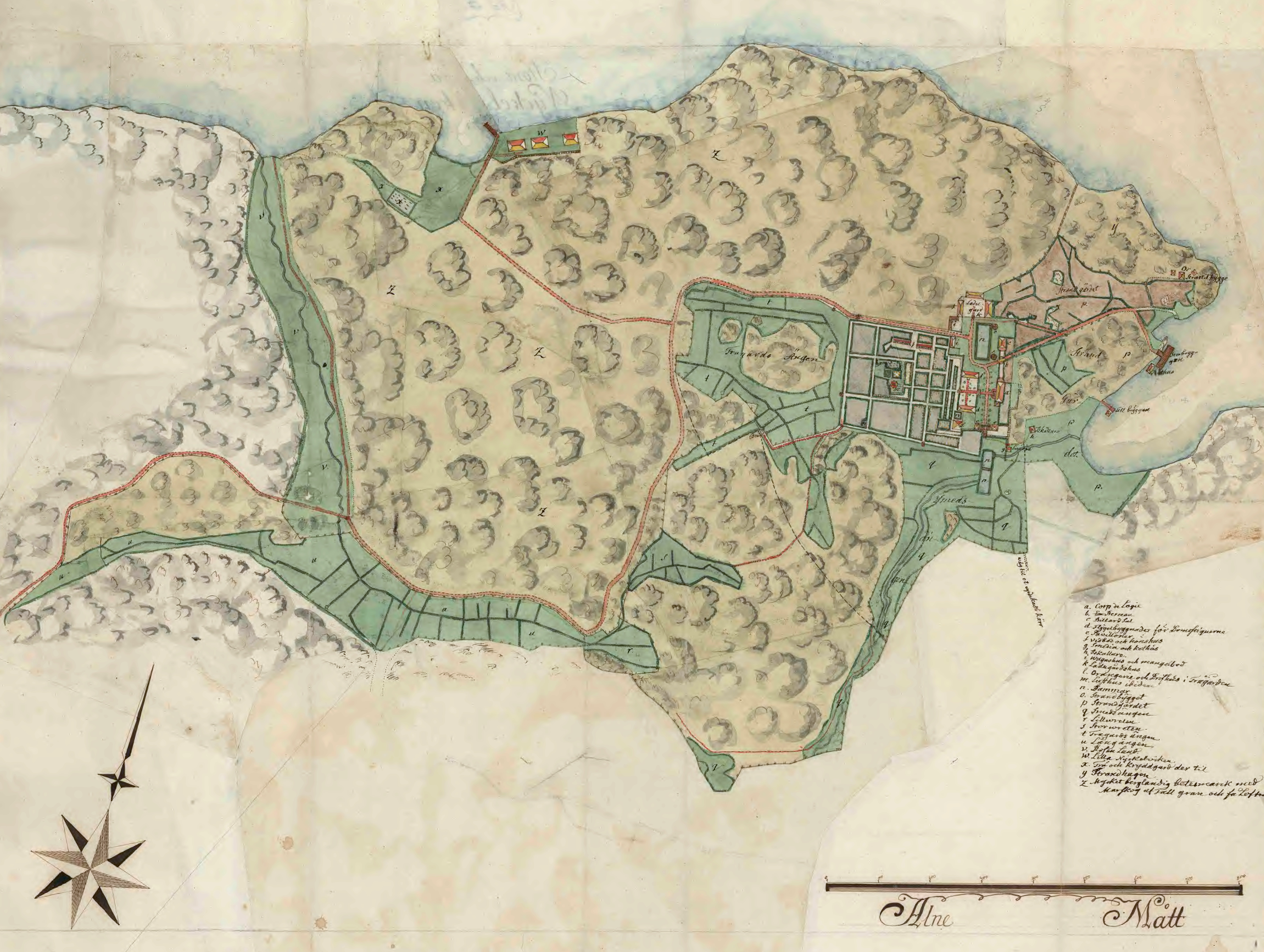
Stora Nyckelviken 1782.

- Eva Lewenhaupt (osäker uppgift från 1692)
- Christoffer Gyllenstierna (osäker uppgift)
- Paul Winge (adl. Wingeflycht), 1697–1701
- Nils Hansson Törne, 1701–1708
- Arvingarna till Nils Hansson Törne, 1708–1722
- Gabriel Gyllengrip, 1722–1746
- Herman Petersen, 1746–1764
- Louis Auguste le Tonnelier de Breteuil, 1764–1767
- Johan Abraham Grill, 1767–1772
- Johan Dreijer, 1772–1780
- Simon Petter von Rothstein, 1780–1798
- Carl Küsel, 1798–1804
- Anna Maria Preis f. Grill, 1804–1813
- Philip Berhard Hebbe, 1813–1834
- Helena Charlotta Hebbe f. Palm och hennes son Johan Philip Hebbe,1834–1836
- Gustaf Beskow, 1836–1863
- Johan Schön, 1863–1869
- Augusta Schön f. Beskow, 1869–1911
- Arvingar till Augusta Schön, 1911–1935
- A. Gustafsson, 1935–1938
- Olle Ohlén, 1938–1944
- Nacka kommun, 1944–

## Bilder, byggnader

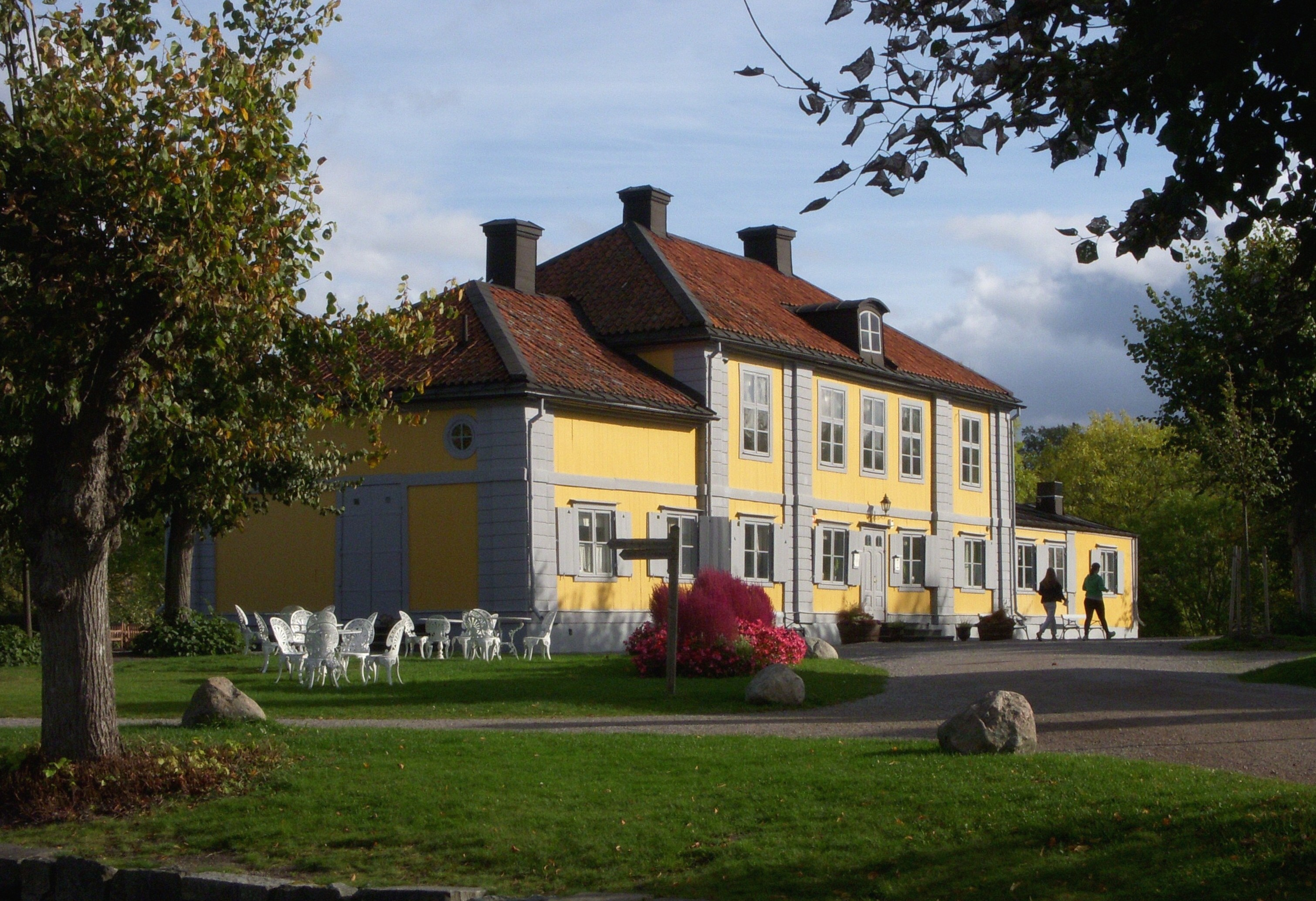
Huvudbyggnaden.
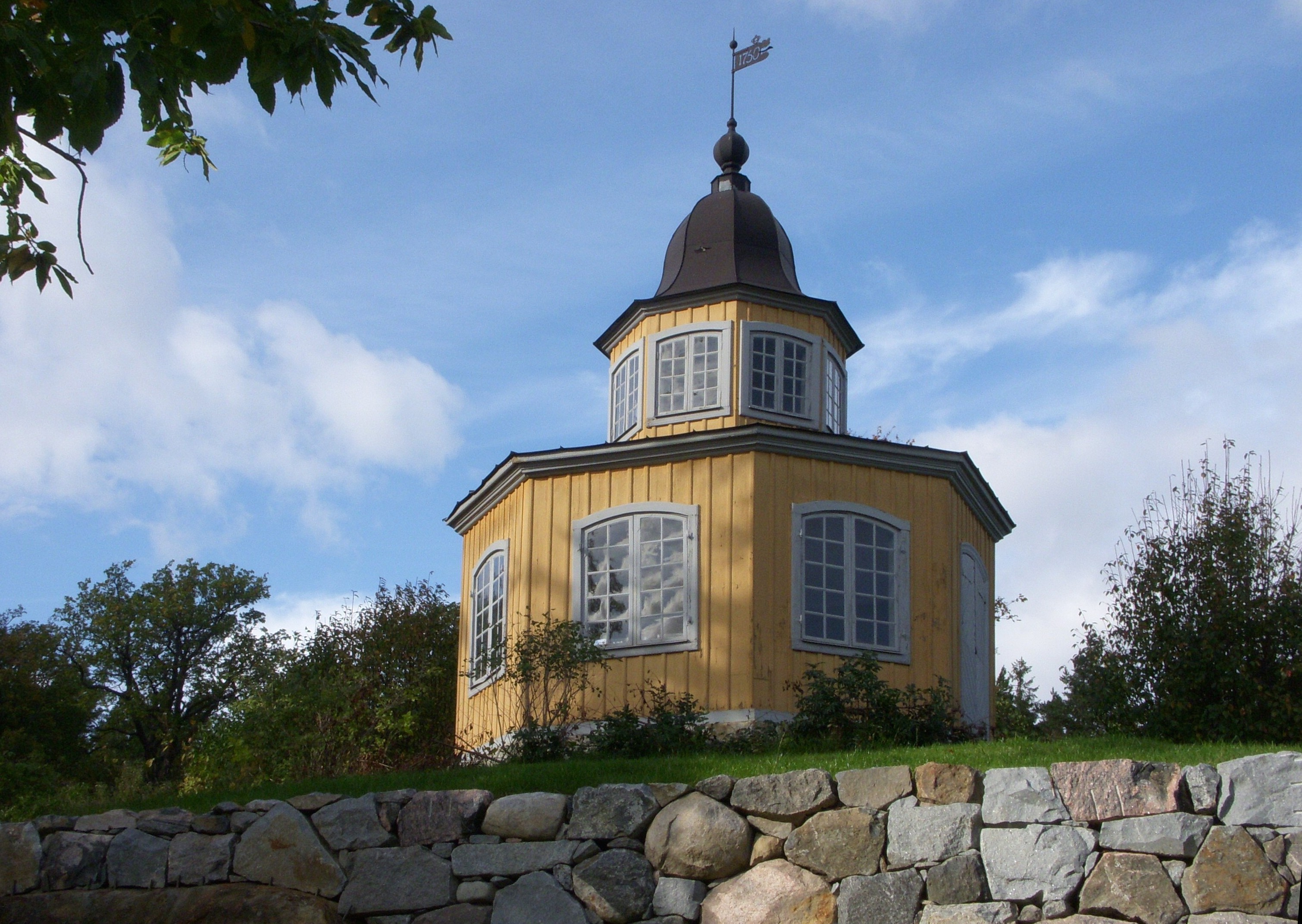
Lusthuset.
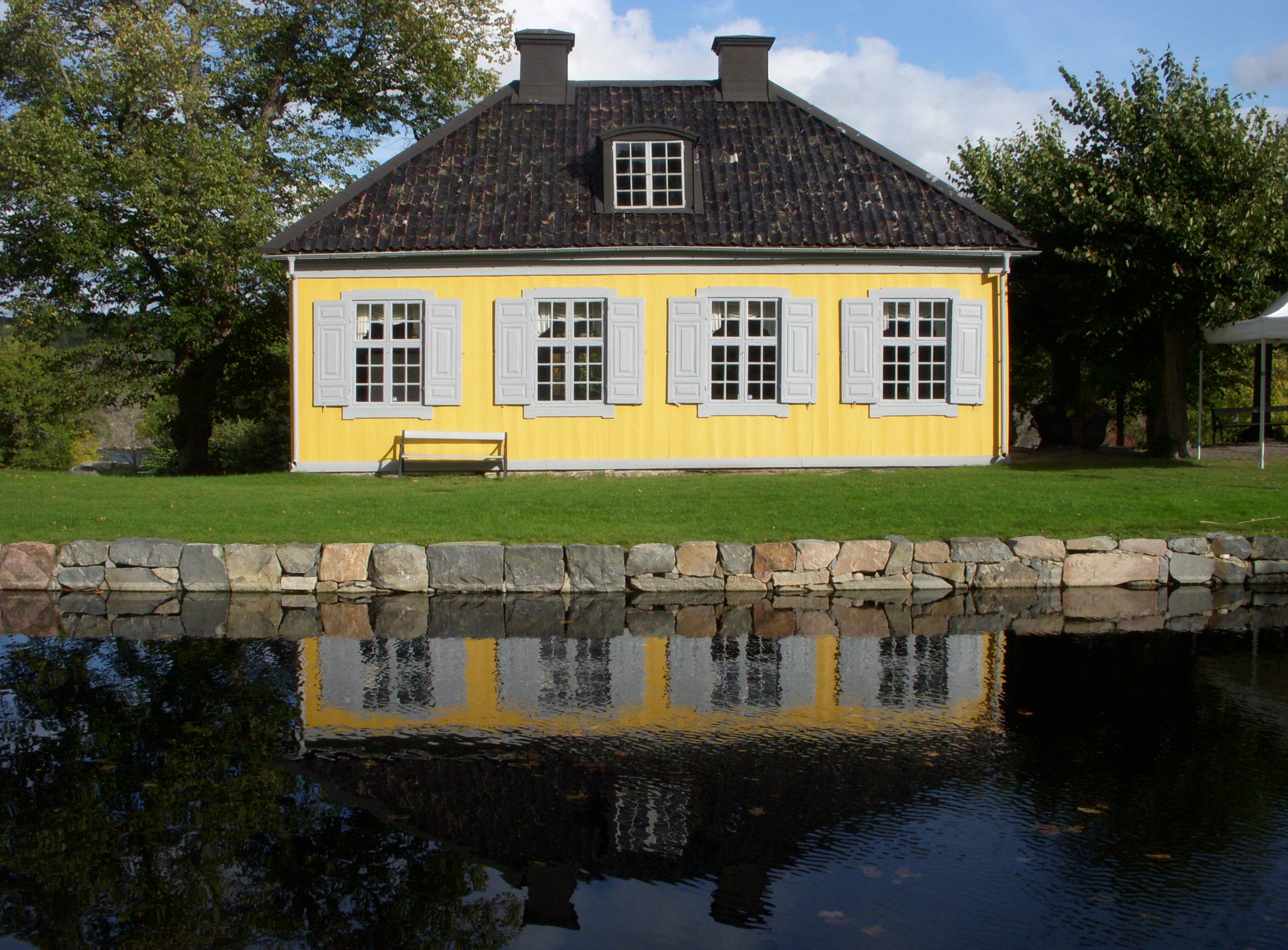
Biljardflygel.
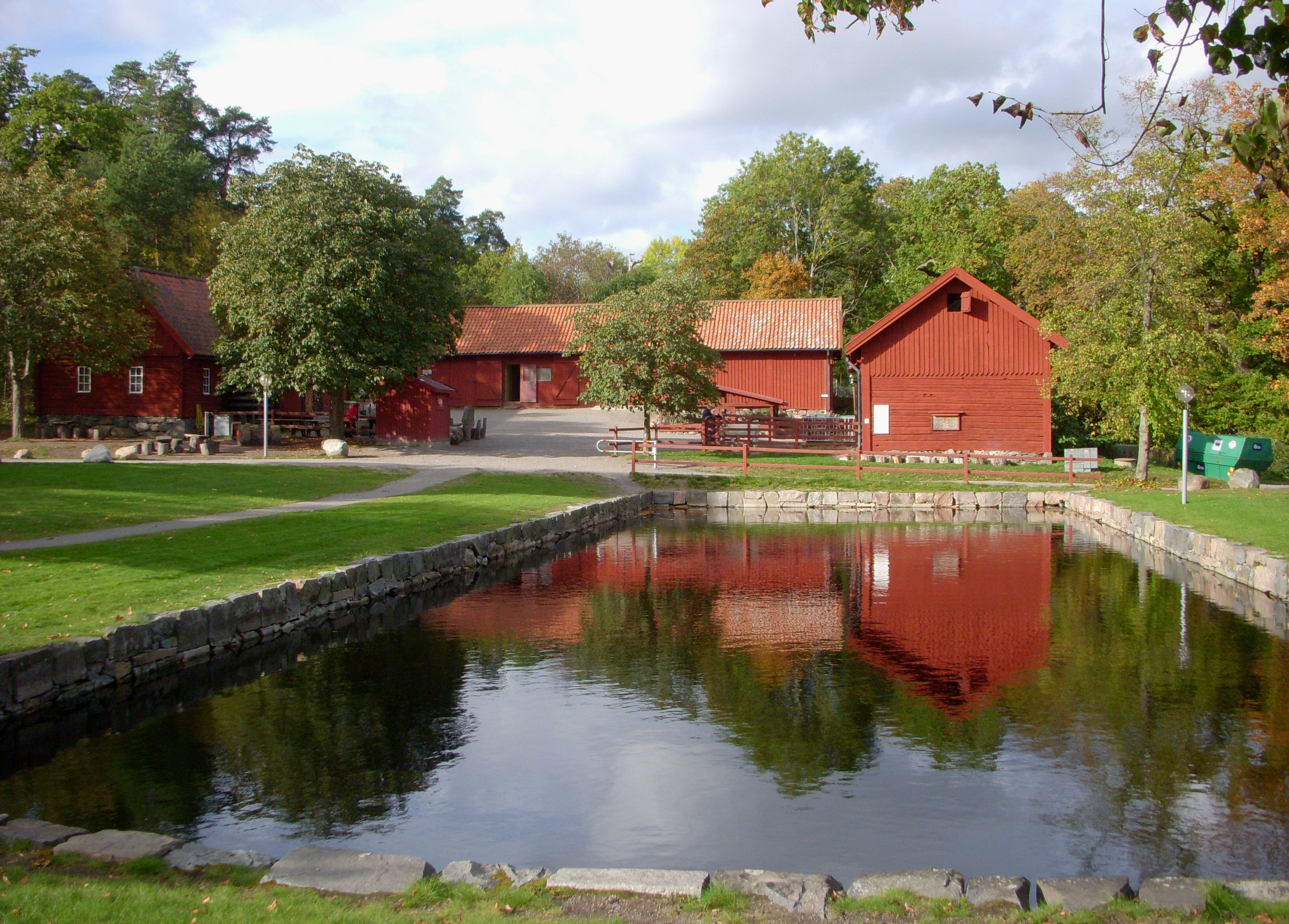
Gården och spegeldammen.
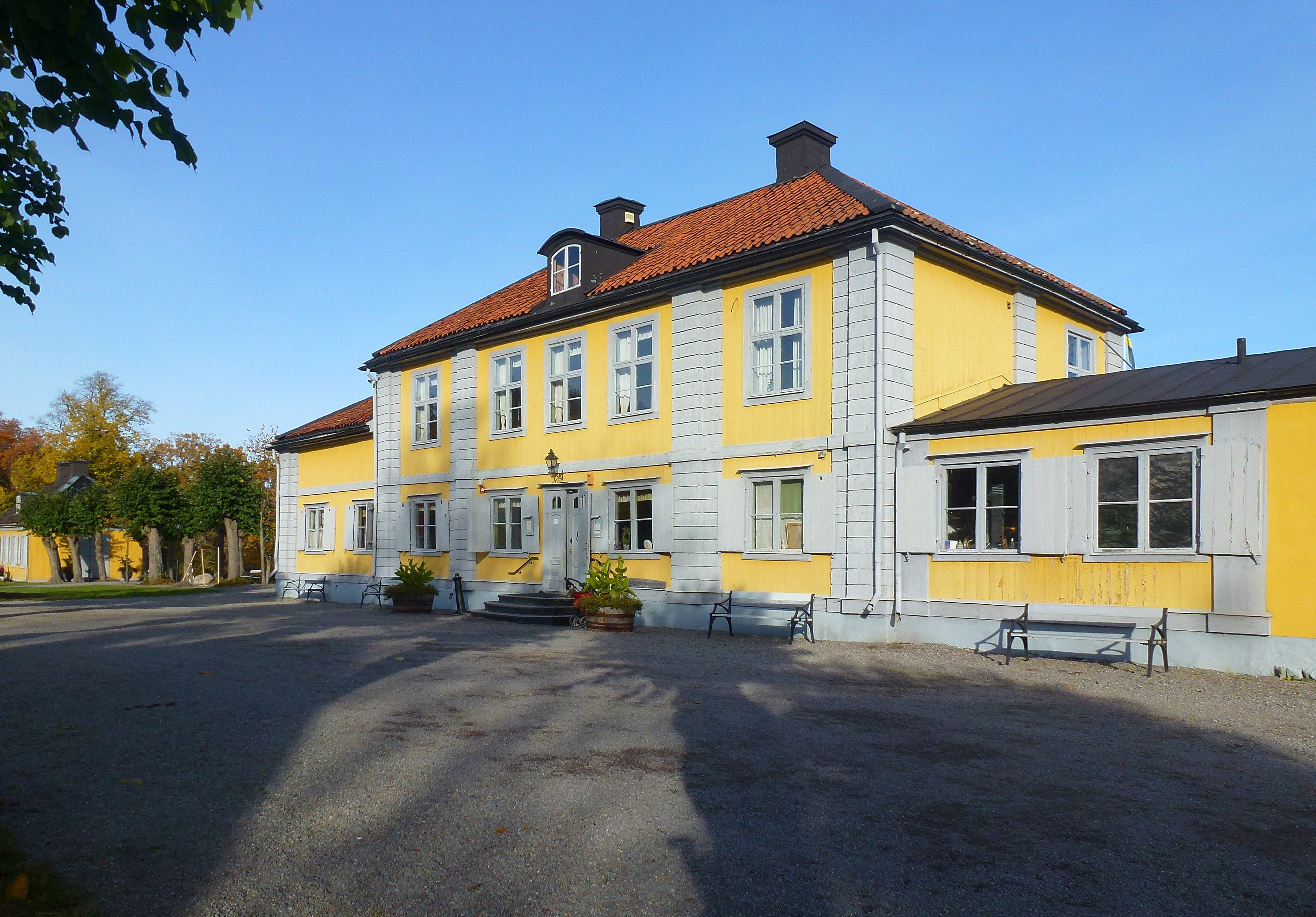
Huvudbyggnaden.

## Bilder, interiör

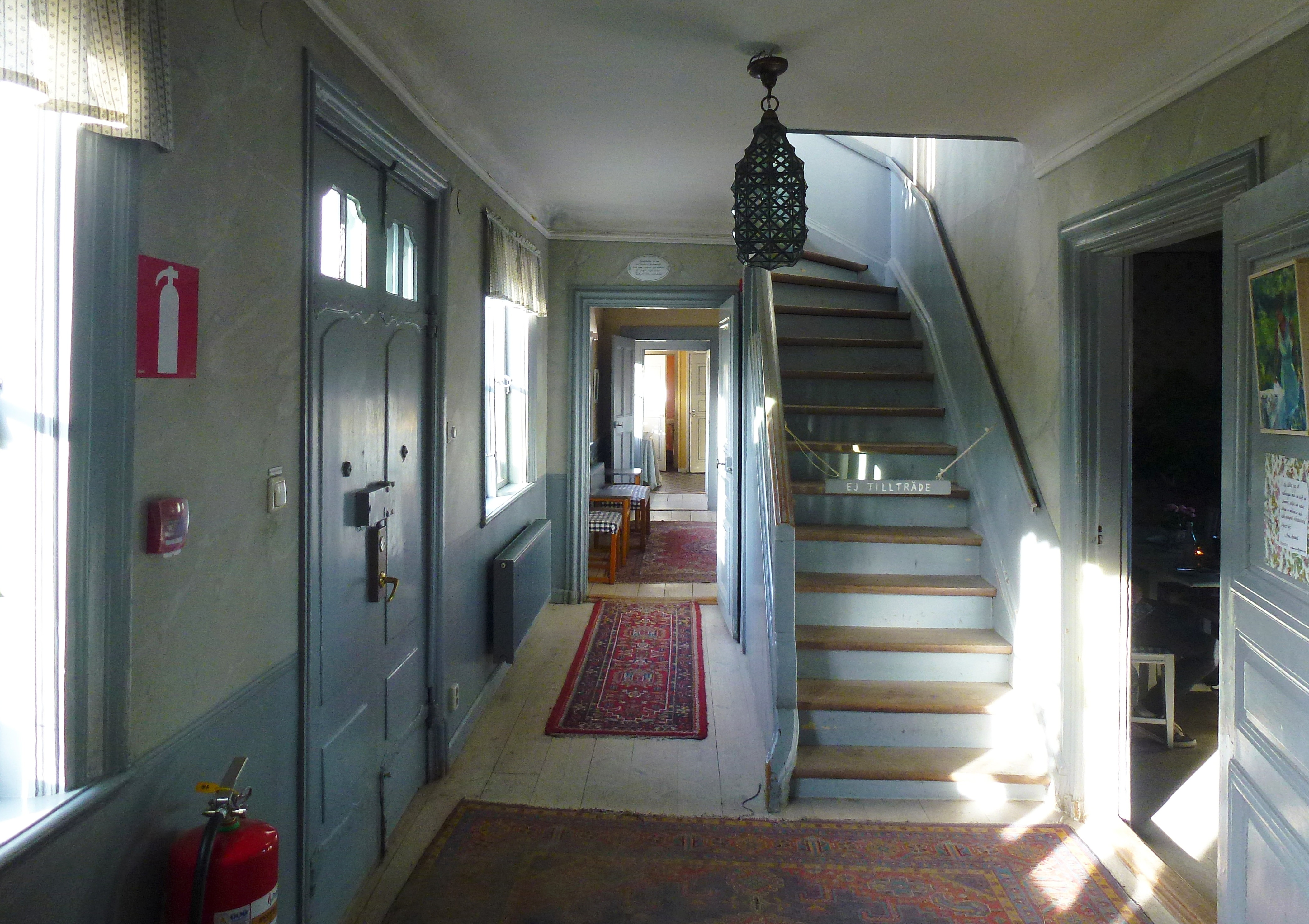
Entréhallen.
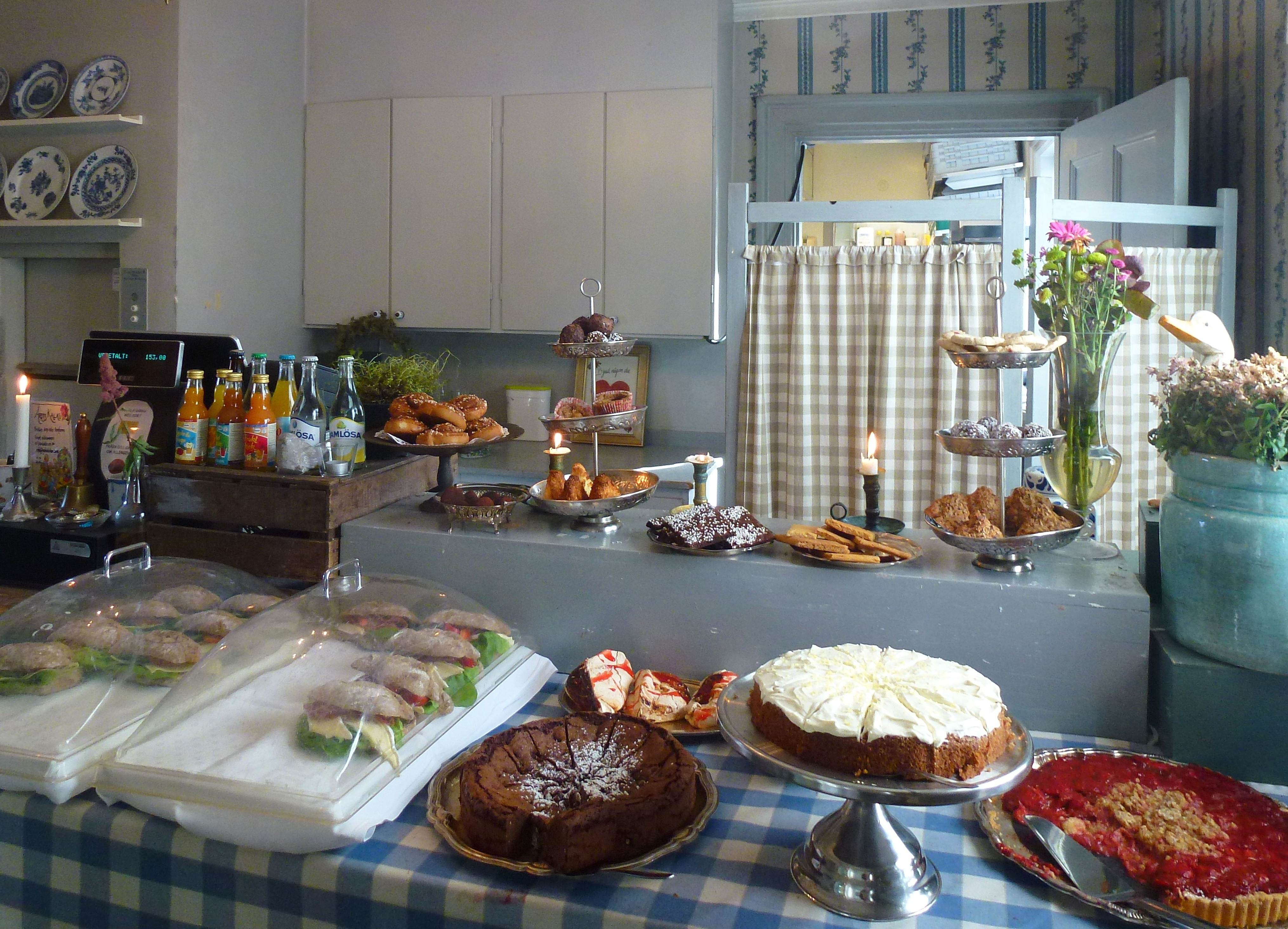
Kaffeserveringen.
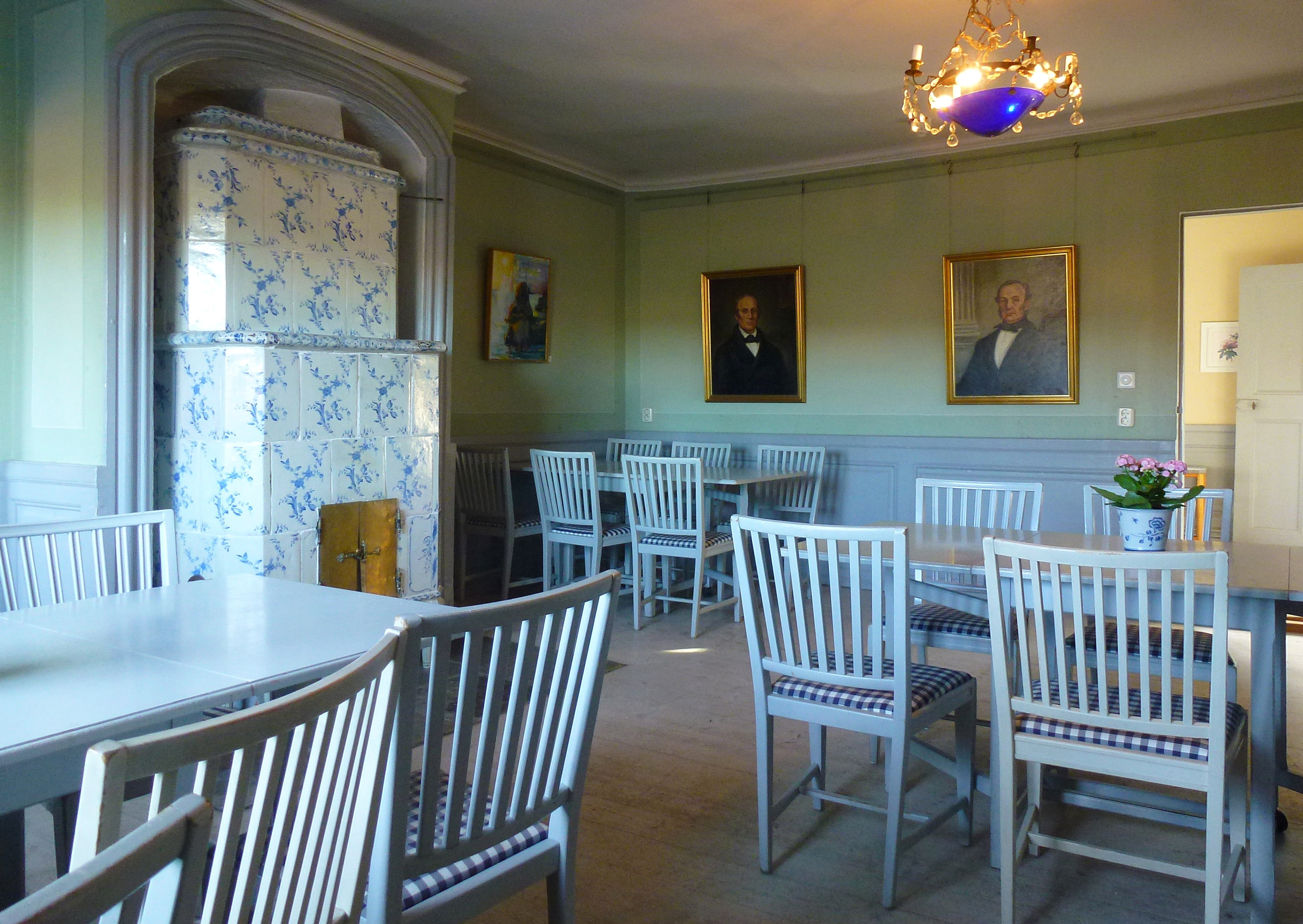
Lilla salongen.
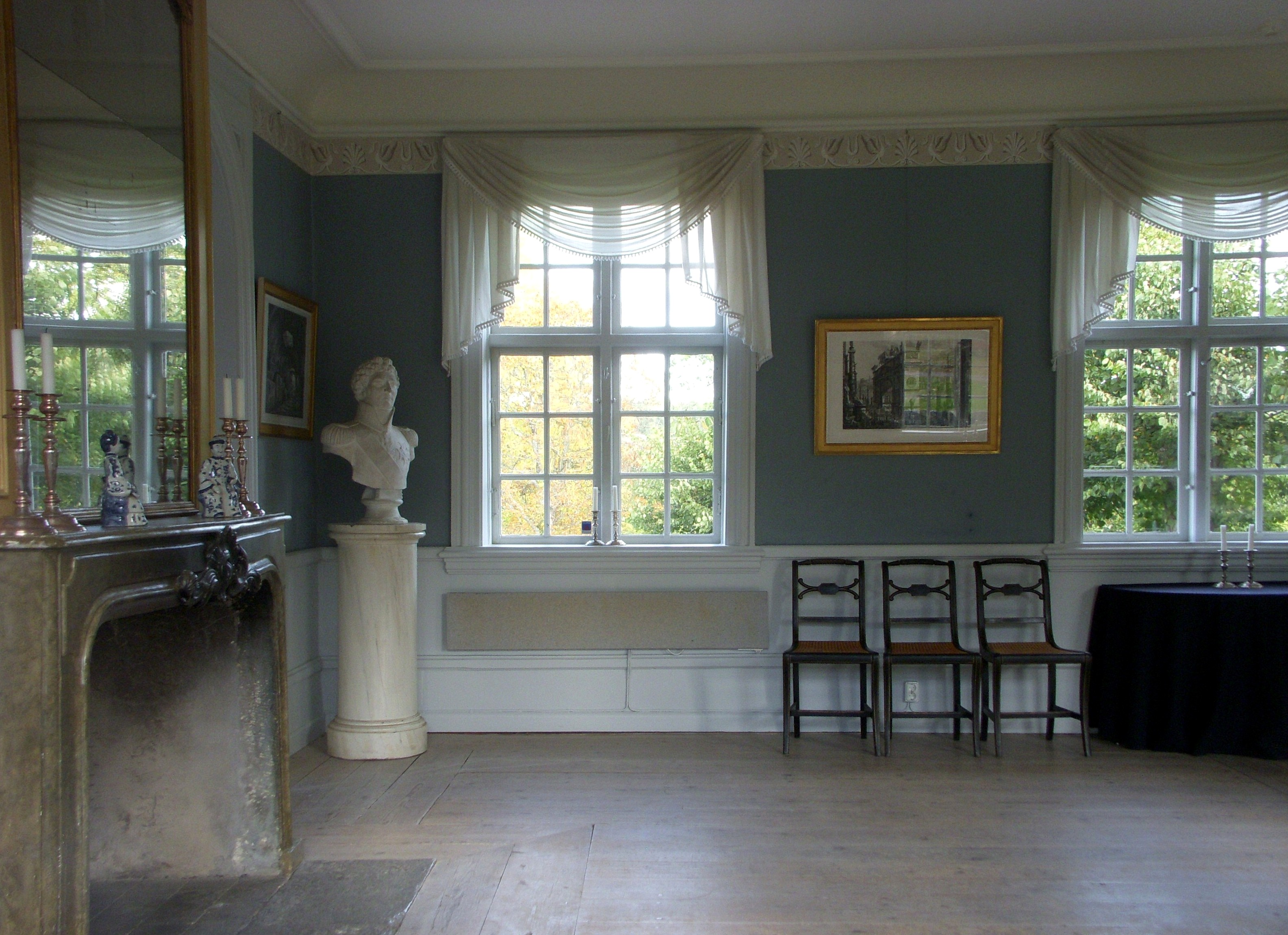
Biljardflygeln.
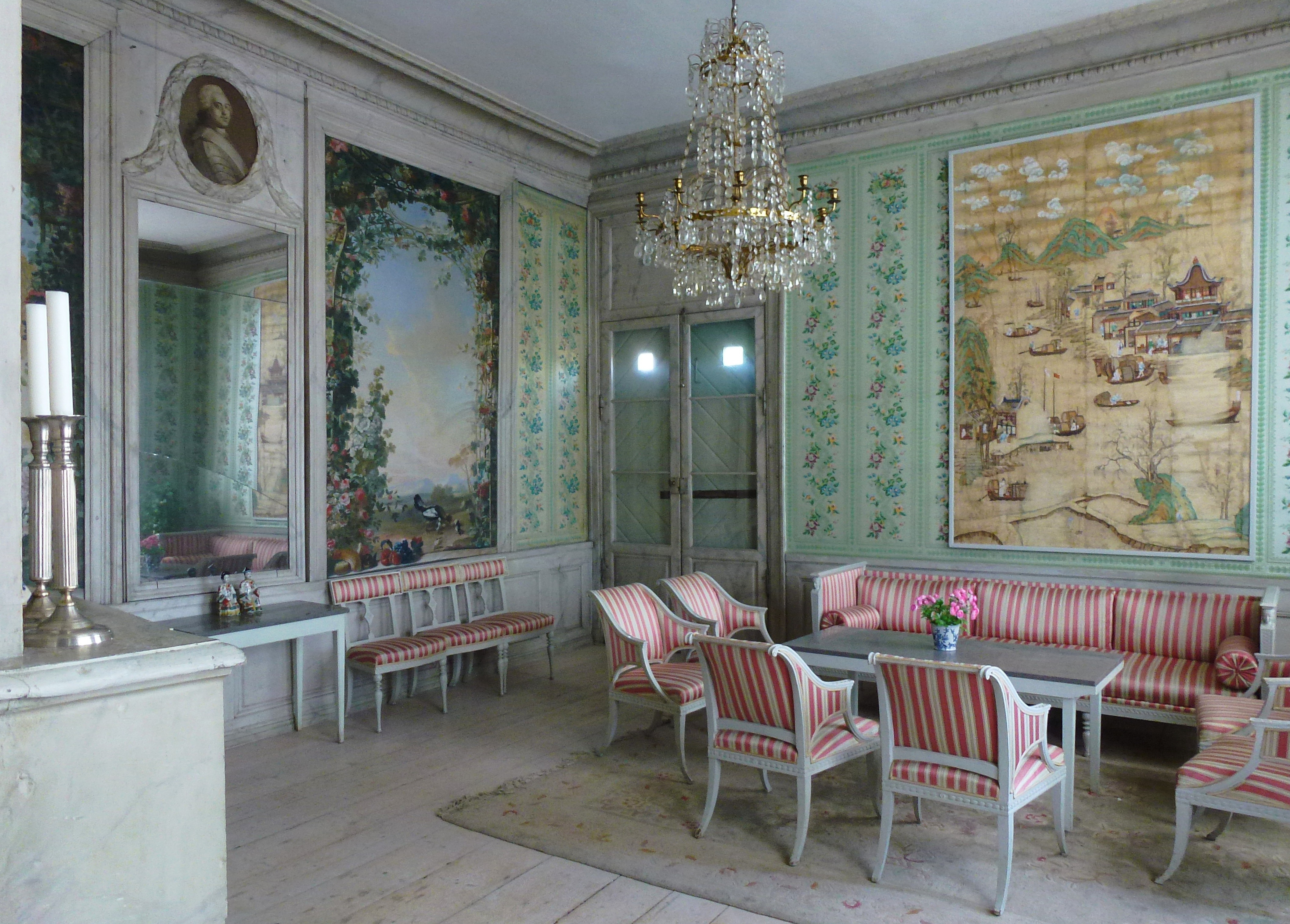
Franska salongen.

## Kuriosa
- Mellan åren 1996 och 2002 syntes exteriörerna av Stora Nyckelvikens herrgård i TV-serien Skilda världar. I serien kallades herrgården för Villa Björkudden.
- Åren 2010 och 2011 användes Biljardflygeln vid inspelningarna av SVT-programmet Sommarpratarna.
- Stora Nyckelvikens herrgård syntes även i det femte avsnittet i tredje säsongen av Historieätarna som sändes i SVT den 12 december 2016.